# دستور سکوت
دستور سکوت (به انگلیسی: Gag order) نوعی دستور حقوقی است که معمولاً از طریق دادگاه یا دولت‌ها اعلام می‌شود و از طریق آن، اطلاعات یا نظرات در مورد موضوعی، از انتشار عمومی یا توزیع به هر شخص ثالث غیر مجازی منع می‌شوند. چنین مواردی در برخی شرکت‌های خصوصی برای حفظ اسرار تجاری نیز دیده می‌شود.شرکت والمارت از متهمان  به این موضوع در ارتباط با کارمندان سابق بخش امنیتی خود است.